# Наурат (Айфель)
Наурат (нем. Naurath) — община в Германии, в земле Рейнланд-Пфальц.
Входит в состав района Трир-Саарбург. Подчиняется управлению Швайх. Население составляет 380 человек (на 31 декабря 2010 года). Занимает площадь 5,18 км².

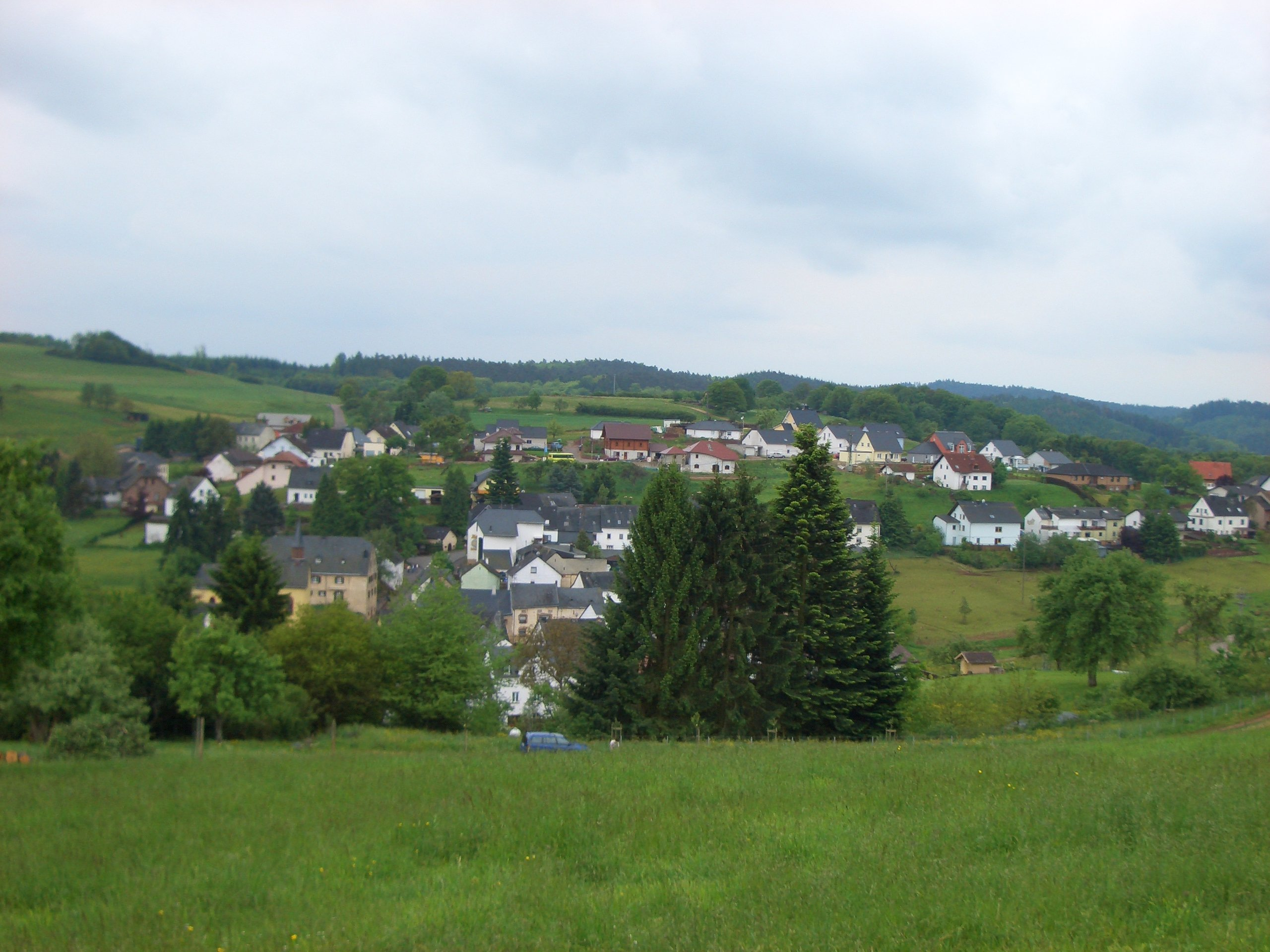
Наурат (Айфель)